# Kasper Kusk
Kasper Kusk Vangsgaard (* 10. listopadu 1991, Dánsko) je dánský fotbalista a mládežnický reprezentant, který hraje na postu záložníka v klubu FC Twente. Jeho otcem je fotbalový trenér Søren Kusk.

## Reprezentační kariéra
Kusk působil v dánských mládežnických reprezentačních výběrech do 20 a 21 let. K roku 2013 je stále ještě členem výběru U21.
26. ledna 2013 odehrál druhý poločas přátelského zápasu s Kanadou (hrálo se v USA), který Dánové vyhráli 4:0. Toto dánské mužstvo bylo složeno z hráčů dánské ligy, šlo tedy o neoficiální ligový výběr.

### A-mužstvo
12. března 2013 ho dánský reprezentační trenér Morten Olsen povolal do A-týmu Dánska pro kvalifikační dvojutkání na MS 2014 s Českou republikou (22. března v Olomouci, výhra Dánska 3:0) a Bulharskem (26. března v Kodani, remíza 1:1). Kusk však nezasáhl ani do jednoho utkání. Debutoval až 5. června 2013 v přátelském utkání proti Gruzii (výhra Dánska 2:1).